# 四點魮
四點魮（学名：Barbus tetraspilus）為輻鰭魚綱鯉形目鯉科魮屬的其中一個種。該物種於1896年由Georg Johann Pfeffer描述，分布於非洲剛果民主共和國Ituri河流域上游，體長可達5公分。

## 扩展阅读
維基物種上的相關：四點魮